# Biaquino II da Camino
Biaquino II da Camino (1180 circa – Terra Santa, ante 1227) è stato un nobile e militare italiano attivo a cavallo tra dodicesimo e  tredicesimo secolo.

## Biografia
Figlio di Gabriele II da Camino e di Engelenda, rimase orfano del padre durante l'infanzia; assieme ai fratelli si ritrovò a dover gestire gli interessi di famiglia in un momento peraltro difficile per il casato e, per questi motivi, furono affidati a dei tutori.
Biaquino condivise inizialmente le sorti dei fratelli; nel 1218 risulta essere podestà di Belluno.
Una volta terminato questo incarico decise di partecipare alla quinta crociata, armando a proprie spese una galea che, per questo, si sarebbe chiamata "Biaquina".
Dopo aver fatto testamento, partì da Venezia e non fece più ritorno a casa, morendo in Terra santa non oltre il 1227.

## Capostipite dei cosiddetti "Caminesi di sotto"

Falso stemma del "ramo inferiore" della famiglia.

Biaquino è considerato il capostipite del cosiddetto "ramo inferiore" della famiglia: questo a causa di una presunta suddivisione, giudicata falsa dagli storici contemporanei, dei beni familiari siti in diocesi di Ceneda che i figli di Biaquino avrebbero effettuato d'accordo con lo zio Guecellone nel 1233, mentre il cugino Alberto era vescovo della città. Questa suddivisione in due rami della famiglia, sebbene formalmente non sia mai avvenuta, continua comunque ad essere adoperata per praticità.
Dei cronisti moderni hanno pure sostenuto l'ipotesi che i suoi discendenti adottato un nuovo stemma nobiliare invertendo la posizione del nero e dell'argento rispetto ai cugini del ramo superiore, ed aggiunto una croce in basso in ricordo della partecipazione di Biaquino alla crociata; questa ipotesi, non essendo suffragata da alcuna prova storica, è stata rigettata dagli storici contemporanei.

## Discendenza
A Biaquino vengono attribuiti due figli:
- Guecellone V;
- Tolberto II.